# Legislazione antiebraica nella Germania nazista prebellica

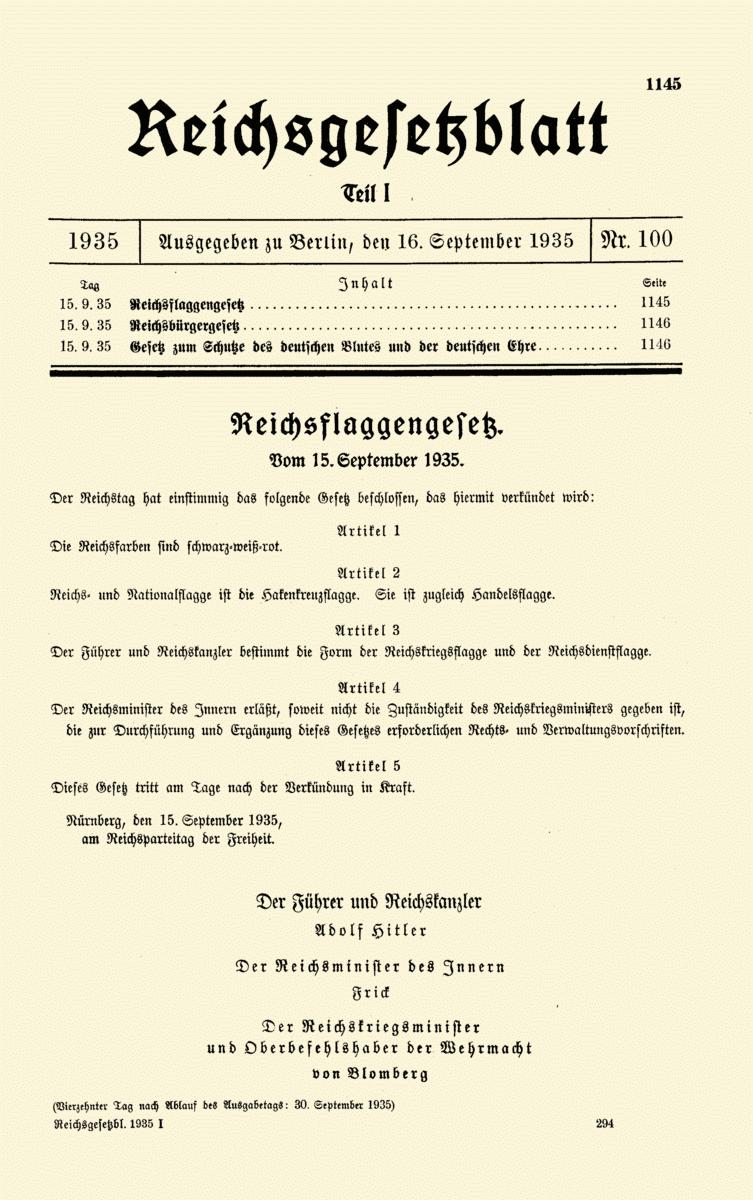
Le leggi di Norimberga del 1935 pubblicate nel Reichsgesetzblatt.

Con legislazione antiebraica nella Germania nazista prebellica si intende l'insieme delle diverse leggi emanate con lo scopo di eliminare gli ebrei dalla società tedesca attraverso la limitazione dei diritti politici, legali e civili. I principi legislativi più importanti sono rappresentati da una serie di leggi restrittive approvate nel 1933, le leggi di Norimberga del 1935 e un ultimo gruppo leggi precedenti allo scoppio della seconda guerra mondiale.

## 1933 Legislazione antiebraica

### Il decreto dei pieni poteri
Il decreto dei pieni poteri del 1933 stabilì il potere del governo nazista nell'approvare le leggi tramite decreto, aggirando così l'approvazione del parlamento. Fu approvata il 23 marzo 1933 e annullò di fatto la Costituzione di Weimar.

### Legge per il ripristino del servizio civile professionale
Nell'aprile 1933 la cosiddetta "Legge sulla funzione pubblica", come era comunemente conosciuta quando fu approvata, stabilì il potere del governo guidato dai nazisti di rimuovere le persone ritenute "indesiderabili" dalle professioni legate alla funzione pubblica, compresi medici, insegnanti e avvocati. A livello locale, inoltre, le autorità potevano vietare agli ebrei di macellare gli animali secondo la shecḥitah, impedendo così loro di rispettare le leggi alimentari ebraiche se non con una dieta vegetariana.
Furono le basi per gli anni a venire. All'interno del partito nazista "la purezza razziale [si considerò come] condizione per una realizzazione culturale superiore e per la costruzione di uno Stato potente", e questa legge fu usata per purificare la Germania escludendo gli ebrei dalle aree chiave della società.
La legge per il ripristino del servizio civile professionale "definiva i tre gruppi di dipendenti pubblici indesiderabili e ne prevedeva il licenziamento". Il primo comprendeva i funzionari nominati dopo il 9 novembre 1918 che potevano essere rimossi se privi di una "formazione adeguata", il che permetteva di farvi rientrare chiunque. Il secondo era costituito da coloro che, considerato il loro passato, si riteneva che non avrebbero sempre sostenuto lo Stato, ad esempio i membri del Partito Comunista o di qualsiasi organizzazione riconducibile o associata ed esso. Del terzo gruppo faceva parte qualunque persona "non ariana", un modo per emarginare gli ebrei senza menzionarli esplicitamente nella normativa.

### Legge sull'ammissione alla professione forense
Anche questo atto legislativo fu approvato in aprile come integrazione alla legge sulla funzione pubblica. Colpiva nello specifico i giudici e i pubblici ministeri e vietava a qualunque ebreo di sostenere l'esame di abilitazione all'esercizio della professione di avvocato.

### Decreto sulle prestazioni dei medici nel Servizio Sanitario Nazionale
Questa legge penalizzò i medici ebrei e di conseguenza l'assistenza sanitaria ebraica. Approvata sempre in aprile, negava ai pazienti che si rivolgevano a un medico "non ariano" la copertura dell'assicurazione sanitaria nazionale, escludendo così i medici ebrei dalla società tedesca.

### La legge contro il sovraffollamento delle scuole tedesche
Ulteriore passo nell'attuazione dell'agenda razziale fu l'approvazione il 25 aprile 1933 della legge contro il sovraffollamento delle scuole che poneva fine alla didattica di Weimar improntata alla discussione, democrazia e uguaglianza, rafforzando invece l'insegnamento dell'orgoglio razziale. Con il pretesto di sovraffollamento degli istituti scolastici, i nazisti limitarono il numero di studenti ebrei iscritti alle scuole tedesche all'1,5%.

### Legge sulla cittadinanza e sulla denaturalizzazione (luglio 1933)
Con l'obiettivo di privare gli ebrei dei pieni diritti di cittadinanza, il comitato consultivo per le politiche demografiche e razziali si riunì presso il ministero degli Interni per discutere una nuova legge sulla cittadinanza: ne seguì la legge sulla denaturalizzazione, approvata il 14 luglio, in base alla quale il governo del Reich poté togliere la cittadinanza a coloro che erano ritenuti "indesiderabili", applicandola anche a chiunque avesse ottenuto la cittadinanza dal precedente governo di Weimar. I primi a subirne le conseguenze furono i "150.000 ebrei dell'Est in Germania".

### Diritto agricolo ereditario
Approvata il 29 settembre 1933, questa legge "toglieva agli ebrei la possibilità di possedere terreni agricoli o di occuparsi di agricoltura", stabilendo che da quel momento solo i tedeschi potevano fare gli agricoltori. Sebbene avesse un effetto minimo dato il numero esiguo di ebrei agricoltori, illustrò comunque l'idea centrale del partito nazista: "Il governo del Reich approva questa legge per garantire le basi della discendenza tedesca tra i contadini riaffermando le antiche usanze di eredità fondiaria."

### Istituzione delle Camere della cultura
Il 29 settembre 1933 il potere sulla vita culturale ebraica in Germania fu trasferito a Joseph Goebbels, che istituì le camere della cultura che avrebbero regolato le varie attività attraverso le rispettive camere del cinema, teatro, musica, belle arti, letteratura, radiodiffusione e stampa. Le camere dei diversi generi culturali facevano capo alla Camera della Cultura del Reich. Ogni camera aveva il potere di estromettere chiunque avesse a che fare con la cultura, anche senza una "clausola ariana" esplicita.
Ad esempio, la Camera del cinema poteva licenziare tutti gli ebrei impegnati in qualsiasi fase di realizzazione e distribuzione dei film, dal produttore e gli attori ai bigliettai. Per continuare a lavorare nell'industria cinematografica era necessario il "permesso autorizzato del presidente della Camera".
Ad integrazione della normativa sulle Camere della cultura, il 4 ottobre 1933 entrò in vigore la legge sul giornalismo secondo la quale anche per lavorare per la stampa, sia giornalisti che editori avevano bisogno di un'autorizzazione specifica.

## Leggi di Norimberga
Durante il raduno annuale del partito, tenutosi a Norimberga nel settembre 1935, i leader nazisti annunciarono altre tre nuove leggi per regolamentare ed escludere ulteriormente gli ebrei dalla società tedesca. Queste leggi, meglio note come leggi di Norimberga, fornirono poi anche una parvenza di legalità agli arresti e alle violenze contro gli ebrei.
Le leggi di Norimberga furono pensate in risposta alle richieste di Hitler di leggi sulla cittadinanza ampliate che potessero "sostenere la legislazione antiebraica più specificamente dal punto di vista razziale-biologico". Furono concepite per mettere in pratica i principi del partito, che si rifacevano ai punti inseriti da Hitler nel Programma Nazionalsocialista del 1920.

### Legge sulla bandiera del Reich
Questa prima legge indicò il nero, il rosso e il bianco come colori nazionali e la bandiera con la svastica come la nuova bandiera nazionale. Secondo Hitler, avrebbe dovuto "ripagare un debito di gratitudine verso il movimento, sotto il cui simbolo la Germania ha riacquistato la sua libertà, in quanto soddisfa un punto importante del programma del Partito Nazionalsocialista".

### Legge sulla cittadinanza
La seconda legge stabilì a chi sarebbero stati concessi i pieni diritti politici e civili e chi invece ne sarebbe stato privato. I diritti di cittadinanza dovevano essere concessi a coloro che erano cittadini del Reich, cioè solo agli individui classificati "di sangue tedesco o affine"; pertanto gli ebrei persero ogni diritto diventando Staatsangehörige ("sudditi dello Stato", in buona sostanza stranieri nel proprio paese.

### Legge per la difesa del sangue e dell'onore tedesco
La terza legge proibì il matrimonio o qualsiasi relazione intima tra cittadini tedeschi ebrei e non ebrei (questi ultimi tacciati di "vergogna razziale"). Lasciando validi i matrimoni misti esistenti, la legge vietava le future unioni del genere e dichiarava non validi all'interno del Reich i matrimoni tra un tedesco non ebreo e un coniuge ebreo di qualsiasi nazionalità, contratti anche fuori dalla Germania dopo tale divieto. Inoltre, gli ebrei non potevano assumere donne tedesche non ebree o donne di rango razziale equivalente di età inferiore a 45 anni. Secondo la stessa legge, agli ebrei fu proibito di issare la bandiera tedesca.

### Decreti integrativi
Dopo l'approvazione delle leggi di Norimberga il partito nazista emanò ulteriori decreti per definire più nello specifico chi sarebbe stato considerato ebreo, quindi soggetto alle leggi di Norimberga. Il 14 novembre fu pubblicato il primo decreto integrativo che definiva ebreo chiunque avesse almeno tre nonni ebrei "completi", o avesse due genitori ebrei e fosse sposato con un ebreo, o professasse la religione ebraica al momento dell'entrata in vigore della legge, o si fosse convertito all'ebraisomo successivamente.
Anche i cosiddetti Mischlinge (termine giuridico tedesco per coloro che avevano sangue "ariano" ed ebreo) servivano per determinare chi andava considerato ebreo: venivano classificati come ebrei coloro che lo erano per tre quarti, così come quelli che lo erano per metà per via di un coniuge ebreo, o per via dell'adesione ad una comunità ebraica. Il primo decreto della Legge per la difesa del sangue e dell'onore tedesco stabiliva nello specifico quali matrimoni erano vietati; comprendevano quelli "tra un ebreo e un Mischling con un nonno ebreo, tra due Mischling entrambi con un nonno ebreo, tra un Mischling con due nonni ebrei e un tedesco".
Un secondo decreto, pubblicato il 21 dicembre, stabilì che professori, insegnanti, medici, avvocati e notai ebrei, che erano dipendenti statali e che in precedenza avevano goduto dell'esonero, ora sarebbero stati rimossi dagli incarichi. 

## La legislazione post-Norimberga

### Giochi Olimpici di Berlino 1936
Allo scopo di non attirare le critiche dei paesi esteri e mantenere le Olimpiadi del 1936 a Berlino, per prevenire perdite economiche e salvaguardare il prestigio tedesco, Hitler allentò momentaneamente la pressione antiebraica. Il 3 dicembre 1935 ordinò di rimuovere tutti i cartelli antisemiti vicino al sito delle Olimpiadi invernali di Garmisch-Partenkirchen. Si trattò di mera operazione di facciata volta a garantire che le Olimpiadi si svolgessero in Germania evitando la disapprovazione internazionale.

### Seconda ondata di legislazione antiebraica, 1938-1939
Alle leggi di Norimberga nel 1938 seguì un'azione "peggio dell'esproprio totale: da allora in poi gli ebrei sarebbero stati costretti a fuggire dal Reich o dall'Austria annessa a causa di vessazioni economiche e persino violenza. Nella seconda fase, il 1938 segnò il punto di svolta fatale."
Tutti i medici ebrei persero la licenza e non poterono più curare pazienti tedeschi.  Furono costretti a definirsi con il termine degradante "curatori dei malati".
Il 22 marzo 1938 agli ebrei fu proibito di possedere giardini privati. Il 27 luglio 1938 fu emanato un decreto che stabiliva che tutte le strade della Germania dovevano essere rinominate. Il 12 novembre 1938 agli ebrei fu proibito di frequentare i cinema, l'opera e i concerti. Il 15 novembre 1938 ai bambini ebrei fu impedito di frequentare la scuola pubblica.
Quella che si stava già delineando come depredazione di fatto divenne una razzia legalizzata quando il 21 febbraio 1939 gli ebrei furono costretti a consegnare tutti i gioielli di qualsiasi valore.
In questa seconda ondata legislativa, gli ebrei furono ulteriormente ostracizzati dalla società, con le rigide restrizioni all'interno di "un regime tedesco che praticava il terrore e l'arbitrarietà attraverso il sistema giudiziario".

## Notte dei cristalli

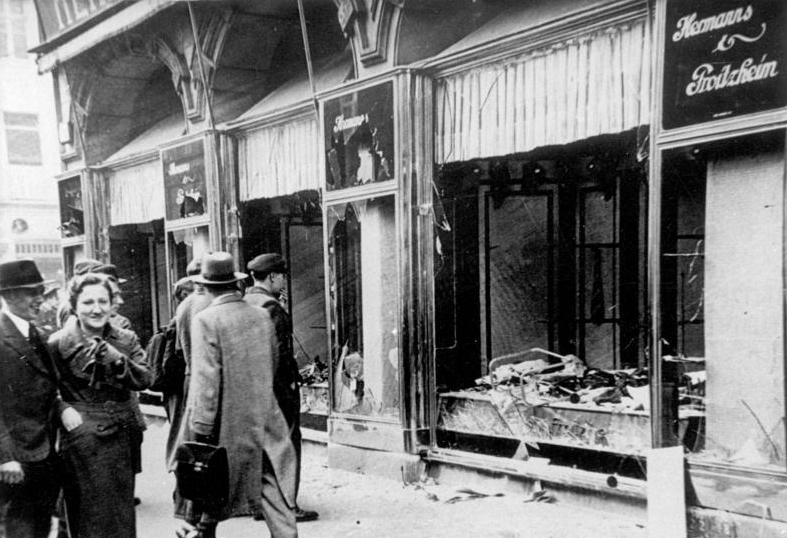
La notte dei cristalli, esempio di danneggiamento.

La Notte dei cristalli si riferisce ai pogròm avvenuti il 9 e 10 novembre 1938. L'ondata di violenza si verificò in Germania, nell'annessa Austria e nella regione dei Sudeti occupata dalla Germania. Queste violenze presero di mira sinagoghe, ditte e altre strutture ebraiche e cittadini ebrei in generale; furono uccisi più di 100 ebrei e migliaia furono arrestati. Fu l'inizio degli attacchi nazisti organizzati e dell'incarcerazione di massa degli ebrei. Non essendoci istruzioni chiare, gli atti di violenza causarono la distruzione delle proprietà ebraiche e il trattamento disumano della popolazione ebraica. I rivoltosi distrussero 267 sinagoghe. I vigili del fuoco si impegnarono ad impedire che le fiamme si propagassero agli edifici vicini, ma a non spegnere gli incendi. Circa 7.500 stabilimenti di proprietà ebraica furono saccheggiati e le finestre distrutte. Circa 30.000 uomini ebrei furono arrestati e mandati in prigione o nei campi di concentramento. 
Il governo tedesco attribuì agli ebrei ltutta la responsabilità delle distruzioni e inflisse alla comunità ebraica una multa di un miliardo di marchi. Tolse tutti gli indennizzi assicurativi dovuti agli ebrei le cui attività o case erano state distrutte, così dovettero sostenere tutti i costi delle riparazioni.
Nelle settimane che seguirono furono approvati numerosi decreti con lo scopo di privare gli ebrei dei mezzi di sussistenza. Molti di questi movimenti sfruttarono la politica di "arianizzazione": le proprietà ebraiche sarebbero state trasferite agli "ariani" per una frazione del valore reale. Per allontanarli ulteriormente dalla vita pubblica, gli ebrei furono espulsi dalle scuole tedesche e persero il diritto di avere la patente di guida o di possedere un'automobile.
La Notte dei cristalli rappresentò il punto di svolta nella persecuzione nazista del popolo ebraico, accelerò l'estromissione degli ebrei dalla vita economica e sociale tedesca, provocò l'emigrazione forzata per liberare la Germania dagli ebrei. Gli eventi successivi dimostrarono al regime nazista di poter contare sul sostegno del grande pubblico e di poter continuare l'attuazione dei piani senza molta opposizione all'interno della Germania. Fu l'anteprima dell'Olocausto e degli stermini di massa.

## Cronologia della legislazione e dei movimenti antiebraici nella Germania prebellica
Prima dello scoppio della guerra nella Germania nazista esistevano più di 400 leggi, decreti e regolamenti nazionali, regionali e locali volti a discriminare gli ebrei. Queste norme limitavano gli ebrei in tutti gli ambiti della vita, sia pubblica che privata. Quasi tutti i tedeschi sostenevano in qualche modo la legislazione antiebraica, che si trattasse di un'accettazione passiva o di coinvolgimento diretto, contribuento alla realizzazione dell'intenzione di liberare il pianeta da tutti i giudei maturata da Hitler, il cui piano iniziò con la privazione dei diritti fondamentali prima di passare allo sterminio di massa del popolo ebraico.
Per completezza, questa cronologia include anche qualche decreto successivo alla legislazione prebellica, emanato dopo l'inizio della seconda guerra mondiale il 1º settembre 1939.
| Data               | Legislazione o Decreto                                                                       | Descrizione | Riferimento                                                     |
| ------------------ | -------------------------------------------------------------------------------------------- | --- | --------------------------------------------------------------- |
| 24 marzo 1933      | Legge per porre rimedio alle difficoltà del popolo e del Reich                               | Comunemente conosciuta come legge di abilitazione, pose fine alla democrazia in Germania. Diede al governo il potere di legiferare mediante decreto e il titolo di adottare politiche discriminatorie future. Con questo atto a Hitler fu permesso di emanare direttamente le leggi che violavano la costituzione di Weimar senza l'approvazione del parlamento o del presidente del Reich. | [ 27 ] [ 28 ]                                                   |
| 31 marzo 1933      |                                                                                              | Un decreto della città di Berlino sospendeva i medici ebrei dai servizi di carità cittadini. | [ 29 ]                                                          |
| 7 aprile 1933      | Legge per il ripristino del servizio civile professionale                                    | Questa legge rimosse molti ebrei dal servizio pubblico (fino al 1935 la legge prevedeva un'esenzione per gli ebrei tedeschi che avevano combattuto per la Germania durante la prima guerra mondiale). | [ 30 ] [ 29 ]                                                   |
| 7 aprile 1933      | Legge sull'abilitazione all'avvocatura                                                       | Questa legge impediva agli ebrei di sostenere l'esame necessario per diventare avvocato. | [ 31 ]                                                          |
| 21 aprile 1933     | Legge/Decreto sulla macellazione degli animali                                               | Questa legge e il relativo decreto vietarono la macellazione kosher dal 1º maggio; il decreto regolamentava nel dettaglio lo svolgimento della macellazione degli animali. | [ 32 ] [ 33 ]                                                   |
| 25 aprile 1933     | Legge contro il sovraffollamento nelle scuole e nelle università tedesche                    | Questa legge limitava il numero di studenti ebrei nelle scuole pubbliche a non più del 5% della popolazione. Le scuole contribuirono a diffondere le idee di Hitler, insegnando agli studenti ad amare Hitler e a obbedire alle autorità. | [ 34 ] [ 35 ]                                                   |
| 12 maggio 1933     |                                                                                              | La petizione di Bernheim alla Società delle Nazioni, basata sull'articolo 147 dell'Accordo tedesco-polacco del 1922 sulla Slesia orientale, portò all'abolizione della maggior parte delle disposizioni razziali delle leggi naziste nell'Alta Slesia tedesca . | [ 36 ] [ 37 ]                                                   |
| 14 luglio 1933     |                                                                                              | Il popolo ebraico perse la cittadinanza a causa della legge di denaturalizzazione. La cittadinanza fu tolta a tutti gli ebrei, compresi gli ebrei naturalizzati e gli "indesiderabili". | [ 29 ]                                                          |
| 4 ottobre 1933     |                                                                                              | La legge sugli editori precluse agli ebrei gli incarichi editoriali. | [ 29 ]                                                          |
| 1934               |                                                                                              | Il governo nazista proibì agli attori ebrei di esibirsi sul palco o sullo schermo. | [ 3 ]                                                           |
| 1934               |                                                                                              | Le autorità locali emanarono i regolamenti su vari aspetti della vita ebraica. Agli ebrei non fu più consentito di macellare animali nel modo appropriato, il che impediva loro di rispettare le regole alimentari ebraiche. | [ 3 ]                                                           |
| 21 maggio 1935     |                                                                                              | Fu emanata una legge sulla partecipazione militare che mise fuori legge gli ufficiali ebrei nell'esercito. | [ 29 ]                                                          |
| 15 settembre 1935  |                                                                                              | I leader nazisti annunciarono le leggi di Norimberga che precludevano agli ebrei la possibilità di avere la cittadinanza, sposarsi o avere rapporti sessuali con donne tedesche. Privarono gli ebrei dei diritti politici fondamentali come il diritto di voto e il diritto di ricoprire una carica politica. Limitarono gli ebrei anche economicamente. Ridussero di due terzi le imprese di proprietà ebraica in Germania. Secondo il Mischling test, le persone erano considerati ebree se avevano almeno un nonno ebreo. |                                                                 |
| 11 gennaio 1936    |                                                                                              | Un ordine esecutivo sulla legge fiscale del Reich vietava agli ebrei di esercitare la professione di consulenti fiscali. | [ 29 ]                                                          |
| 3 aprile 1936      |                                                                                              | Gli ebrei furono banditi dalla professione veterinaria dalla legge sui veterinari del Reich. | [ 29 ]                                                          |
| 1-16 agosto 1936   | Olimpiadi estive del 1936 a Berlino                                                          | Olimpiadi estive del 1936 a Berlino | Olimpiadi estive del 1936 a Berlino                             |
| 15 ottobre 1936    |                                                                                              | Il ministero dell'Istruzione del Reich vietò agli insegnanti ebrei di lavorare nelle scuole pubbliche. | [ 29 ]                                                          |
| 9 aprile 1937      |                                                                                              | Il sindaco di Berlino ordinò di non consentire la frequenza agli studenti ebrei nelle scuole pubbliche fino a nuovo avviso. | [ 29 ]                                                          |
| 15 luglio 1937     |                                                                                              | Le leggi razziali furono applicate nell'Alta Slesia tedesca in seguito alla decadenza automatica dell'articolo 147 dell'accordo tedesco-polacco del 1922 sulla Slesia orientale. | [ 36 ] [ 37 ]                                                   |
| 5 gennaio 1938     | Legge sull'alterazione dei nomi di famiglia e di persona                                     | Questa legge vietava agli ebrei di cambiare nome. | [ 38 ] [ 29 ]                                                   |
| 5 febbraio 1938    |                                                                                              | Una legge sulla professione dei banditori vietava agli ebrei di fare i banditori. | [ 29 ]                                                          |
| 18 marzo 1938      |                                                                                              | I commercianti di armi ebrei vennero estromessi dalla legge sulle armi. | [ 29 ]                                                          |
| 22 aprile 1938     | Decreto contro il camuffamento delle imprese ebraiche                                        | Alle imprese di proprietà ebraica era vietato cambiare la denominazione. L'obiettivo era quello di impedire che le imprese ebraiche si nascondessero dietro nomi che rendevano difficile individuarle. | [ 39 ] [ 29 ]                                                   |
| 26 aprile 1938     | Decreto sulla registrazione dei beni ebraici                                                 | Gli ebrei dovevano dichiarare tutte le proprietà di valore superiore a 5.000 marchi; il termine fu prorogato una volta (spostato dal 30 giugno al 31 luglio). | [ 40 ] [ 29 ]                                                   |
| 31 maggio 1938     | Decreto sulla riorganizzazione della funzione pubblica austriaca                             | La legge per il ripristino del servizio civile professionale è stata estesa all'Austria. | [ 41 ]                                                          |
| 11 luglio 1938     |                                                                                              | Il ministero degli Interni del Reich proibì agli ebrei l'accesso alle terme. | [ 29 ]                                                          |
| 23 luglio 1938     | Terzo decreto sulle carte d'identità obbligatorie                                            | Agli ebrei venivano rilasciate carte d'identità con una lettera "J" stampata sopra. | [ 42 ]                                                          |
| 25 luglio 1938     | Quarto decreto alla legge sulla cittadinanza del Reich                                       | I medici ebrei persero l'abilitazione dopo il 30 settembre e fu vietato loro di curare chiunque non fosse ebreo. | [ 43 ]                                                          |
| 17 agosto 1938     | Secondo decreto di attuazione della legge sull'alterazione dei nomi di famiglia e di persona | Un ordine esecutivo sulla legge sull'alterazione dei nomi familiari e personali richiedeva a tutti gli ebrei di adottare specifici nomi. Per le donne "Sara" e per gli uomini "Israele". | [ 44 ] [ 29 ] [ 3 ]                                             |
| 27 settembre 1938  | Quinto decreto alla legge sulla cittadinanza del Reich                                       | Gli avvocati ebrei furono radiati dopo il 30 novembre. | [ 45 ]                                                          |
| 5 ottobre 1938     | Decreto sui passaporti ebrei                                                                 | Il ministero degli Interni del Reich revocò tutti i passaporti tedeschi posseduti dagli ebrei: dovevano procurarsene uno nuovo con impressa la lettera "J". | [ 46 ] [ 29 ]                                                   |
| 9-10 novembre 1938 | Notte dei Cristalli                                                                          | Notte dei Cristalli | Notte dei Cristalli                                             |
| 12 novembre 1938   | Decreto sull'espiazione da parte degli ebrei di cittadinanza tedesca                         | Göring incolpò gli ebrei tedeschi per la Notte dei cristalli e li multò collettivamente per un miliardo di marchi . | [ 47 ]                                                          |
| 12 novembre 1938   | Decreto sull'eliminazione degli ebrei dalla vita economica tedesca                           | Tutte le attività commerciali di proprietà ebraica furono chiuse. | [ 48 ] [ 29 ]                                                   |
| 12 novembre 1938   | Decreto sul ripristino delle strade dalle imprese economiche ebraiche                        | | [ 49 ]                                                          |
| 15 novembre 1938   |                                                                                              | Tutti i bambini ebrei furono espulsi dalle scuole pubbliche dal ministero della Pubblica Istruzione del Reich. | [ 29 ]                                                          |
| 21 novembre 1938   | Decreto attuativo sull'espiazione da parte degli ebrei                                       | Questo decreto imponeva a tutti gli ebrei con un patrimonio superiore a 5.000 marchi di versare il 20% in quattro rate all'ufficio delle imposte di competenza entro il 15 agosto 1939. | [ 50 ]                                                          |
| 28 novembre 1938   |                                                                                              | La libertà di movimento venne fortemente limitata dal ministero degli Interni del Reich. | [ 29 ]                                                          |
| 29 novembre 1938   | Primo decreto di attuazione ed integrazione della Legge sui colombi                          | Il ministero degli Interni del Reich vietò agli ebrei di tenere piccioni viaggiatori. | [ 51 ] [ 29 ]                                                   |
| 14 dicembre 1938   |                                                                                              | Un ordine esecutivo sulla legge sull'organizzazione del lavoro nazionale annullò tutti i contratti statali stipulati con aziende di proprietà ebraica allo scopo di attaccare economicamente gli ebrei. | [ 29 ]                                                          |
| 21 dicembre 1938   | Legge sulle ostetriche                                                                       | Questa legge vietava a tutti gli ebrei di esercitare la professione di ostetrica. | [ 52 ] [ 29 ]                                                   |
| 21 febbraio 1939   | Terzo ordine basato sul Decreto sulla registrazione dei beni ebraici                         | Il decreto imponeva agli ebrei di consegnare metalli e pietre preziosi di loro proprietà entro due settimane: il termine fu prorogato una volta, al 31 marzo. | [ 53 ] [ 29 ]                                                   |
| 1 agosto 1939      |                                                                                              | Il presidente della Lotteria tedesca vietò la vendita dei biglietti della lotteria agli ebrei. | [ 29 ]                                                          |
| 1 settembre 1939   | La Seconda Guerra Mondiale inizia con l'invasione della Polonia                              | La Seconda Guerra Mondiale inizia con l'invasione della Polonia | La Seconda Guerra Mondiale inizia con l'invasione della Polonia |
| 19 ottobre 1939    | Secondo decreto attuativo sull'espiazione da parte degli ebrei                               | Il Reich chiese una quinta rata per la tassa sul capitale ebraico, dovuta il 15 novembre 1939. | [ 54 ]                                                          |